# Edwardsiana pterocaryae
Edwardsiana pterocaryae är en insektsart som beskrevs av Logvinenko 1981. Edwardsiana pterocaryae ingår i släktet Edwardsiana och familjen dvärgstritar. Inga underarter finns listade i Catalogue of Life.